# 大岛直人
大岛直人（1964年2月26日—），日本游戏开发者和人物设计师，以創作超音鼠的人物設計而知名，目前擔任ARZEST公司的社長。

## 生平
1986年，大岛直人毕业于京都精华大学美术系。后在广告代理商エスティートマス任职，1987年5月加入世嘉，担任刺猬索尼克系列（原始）的设计与《飞天幽梦》的开发。大島直人於1999年從世嘉離職後，與石井洋儿共同设立ARTOON公司并担任董事长，加入其旗下的AQ合作社与Cavia株式会社。2010年6月退任，並再与石井洋儿共同创立ARZEST公司。